# 巴約訥主教座堂

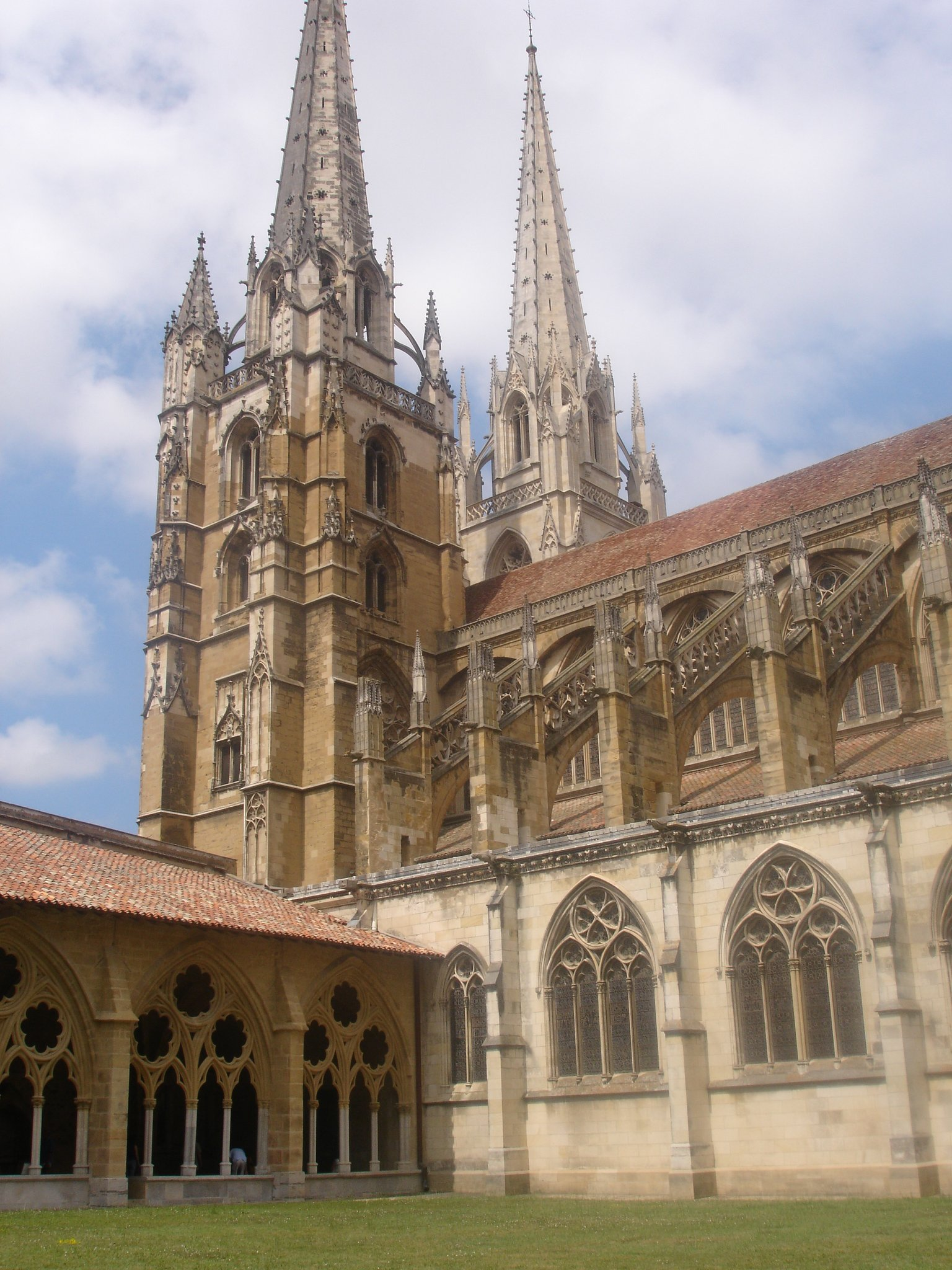

巴約訥主教堂（法語：Cathédrale Sainte-Marie de Bayonne）是法國西南部城市巴約訥的一座羅馬天主教的主教座堂。巴約訥主教座堂是天主教巴約訥教區的主教座堂。教堂本為羅馬式建築，但毀於兩次大火。現在的教堂開始修建於13世紀，在17世紀完成。教堂也是聖雅各之路的一部分。

## 外部連結
- Location of this building （页面存档备份，存于）

43°29′26″N 1°28′38″W / 43.49056°N 1.47722°W